# 通貨

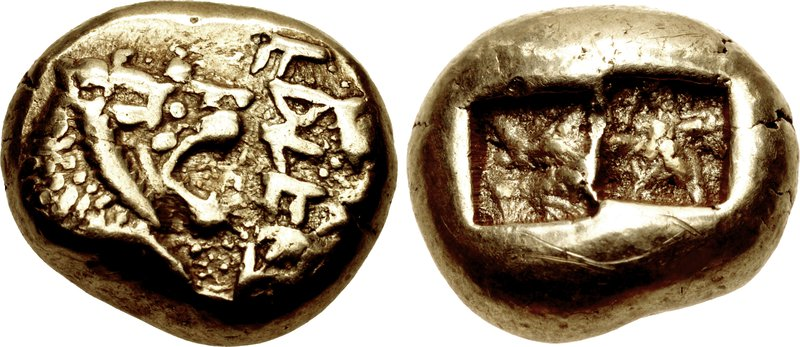
世界上最古老的硬幣，誕生於古代的呂底亞王國

通货（currency）是指在社会经济活动中作为流通手段的货币。簡單地說，「通貨」是指一國中央銀行所發行的紙鈔（紙幣）及硬幣（鑄幣）；但通貨僅為貨幣（money）的其中一種型態，經濟學上亦不以通貨或現金等來簡單描述貨幣的實質內涵。
通货是货币中作为交换媒介形式的部分，也是各国货币供应量中无需背书的部分，只包括纸币、硬币，不包括货币的存储功能以及其他支付手段。各国通货根据汇率在通货领域进行交换，由于不同的汇率而分为固定汇率和浮动汇率。各国一般都是控制自己本国通货的供需状态，亦例外的如欧盟，由欧洲中央银行统一控制欧盟各国的通货政策。
貨幣系統可以分為三種：法定貨幣、商品貨幣及代表貨幣，依貨幣的價格如何決定而定（是依整體经济決定，或是以政府的貴金屬或外匯儲備而決定）。有些貨幣在其他國家有法偿能力，不過比例不高。
因為電腦和互联网的盛行，數位貨幣也漸漸流行。不過數位貨幣是否會成功推展，仍不確定。去中心化的數位貨幣（例如加密貨幣），因為不是由政府金融當局發行，也沒有法定的支付能力，因此不是法定貨幣。許多國家也有提出數位貨幣可能用在非法活動（如洗錢或恐怖主义）的可能性提出警告。美国国家税务局（IRS）在2014年發表聲明，說明在聯邦所得稅的計算上，虛擬貨幣視同財產，也舉出一些例子，說明長期存在，涉及財產交易的稅收原則如何適用於虛擬貨幣上。

## 現代的貨幣
流通貨幣列表中列出所有使用中的貨幣。
通貨的使用是基於货币法律的概念，也就是由國家政府決定要使用哪一種貨幣。許多貨幣的名稱都叫法郎、元或是鎊，而各國的幣值也有所不同。為了避免混淆，國際標準組織有針對各國貨幣定義一個三個英文字的識別系統（ISO 4217）。三個英文字的編碼會用ISO 3166-1的國家做為前二個字母，用貨幣名稱的第一個字母（像dollar則用D代表）做為第三個字母。例如美元的編碼為USD。
貨幣系統中也有不屬於特定國家的網路貨幣或是電子貨幣，例如比特币、Ripple幣。
國際貨幣基金組織有另一個系統列出所有國家的貨幣。

## 货币兑换性
货币兑换性是指個人、組織或是政府是否可以在不受央行或政府干預的情形下將地區貨幣兌換為外幣，或是將地區貨幣兌換為外幣。其货币可依其兑换性分為以下三種：
- 充分可兑换：是指國際市場上可交易的貨幣總值沒有任何限制．政府也沒有人為的訂定匯率為一固定值或是限制其不低於某特定值。美元就是充分可兑换的貨幣．因此美元也是外汇市场的主要貨幣之一。

- 部份可兑换：中央銀行控管國際投資的流進及流出．但對國內大部份的小額交易沒有任何限制。一般只會對國際投資有限制．若國際投資需要轉換為外幣，需专项审批。像印度卢比及人民幣即為部份可兑换的货币。

- 不可兑换：即沒有參與外汇市场，也不允許個人或組織進行合法的貨幣兌換，這種貨幣一般會稱為「凍結貨幣」，像古巴比索及朝鮮圓都是不可兑换的貨幣。

## 貨幣的管制和發行
| 排名 | 货币           | ISO 4217代码 （符号） | 日交易量占比 （2022年4月） |
| ---- | -------------- | --------------------- | -------------------------- |
| 1    | 美元           | USD ($)               | 88.5%                      |
| 2    | 欧元           | EUR (€)               | 30.5%                      |
| 3    | 日元           | JPY (¥)               | 16.7%                      |
| 4    | 英镑           | GBP (£)               | 12.9%                      |
| 5    | 人民幣         | CNY (¥)               | 7.0%                       |
| 6    |                | AUD ($)               | 6.4%                       |
| 7    | 加元           | CAD ($)               | 6.2%                       |
| 8    | 瑞士法郎       | CHF (cf)              | 5.2%                       |
| 9    | 港元           | HKD ($)               | 2.6%                       |
| 10   | 新加坡元       | SGD ($)               | 2.4%                       |
| 11   | 瑞典克朗       | SEK (kr)              | 2.2%                       |
| 12   | 韓圓           | KWR (₩)               | 1.9%                       |
| 13   | 挪威克朗       | NOK (kr)              | 1.7%                       |
| 14   |                | NZD ($)               | 1.7%                       |
| 15   | 印度卢比       | INR (₹)               | 1.6%                       |
| 16   | 墨西哥比索     | MXN ($)               | 1.5%                       |
| 17   | 新台幣         | TWD (NT$)             | 1.1%                       |
| 18   | 南非兰特       | ZAR (R)               | 1.0%                       |
| 19   | 巴西雷亚尔     | BRL (R$)              | 0.9%                       |
| 20   | 丹麥克朗       | DKK (kr)              | 0.7%                       |
| 21   | 波蘭茲羅提     | PLN (zł)              | 0.7%                       |
| 22   | 泰銖           | THB (฿)               | 0.4%                       |
| 23   | 以色列新謝克爾 | ILS (₪)               | 0.4%                       |
| 24   |                | IDR (Rp)              | 0.4%                       |
| 25   | 捷克克朗       | CZK (Kč)              | 0.4%                       |
| 26   | 阿聯酋迪拉姆   | AED (د.إ)             | 0.4%                       |
| 27   | 土耳其里拉     | TRY (₺)               | 1.1%                       |
| 28   | 匈牙利福林     | HUF (Ft)              | 0.3%                       |
| 29   | 智利披索       | CLP (CLP$)            | 0.3%                       |
| 30   | 沙特里亚尔     | SAR (﷼)               | 0.2%                       |
| 31   | 菲律賓披索     | PHP (₱)               | 0.2%                       |
| 32   | 馬來西亞令吉   | MYR (RM)              | 0.2%                       |
| 33   | 哥倫比亞披索   | COP (COL$)            | 0.2%                       |
| 34   | 俄羅斯卢布     | RUB (₽)               | 0.2%                       |
| 35   | 羅馬尼亞列伊   | RON (L)               | 0.1%                       |
| 36   | 秘魯新索爾     | PEN (S/)              | 0.1%                       |
| 37   | 巴林第納爾     | BHD ()                | 0.0%                       |
| 38   | 保加利亞列弗   | BGN (BGN)             | 0.0%                       |
| 39   | 阿根廷比索     | ARS (ARG$)            | 0.0%                       |
| 其它 | 其它           | 其它                  | 2.3%                       |
| 总计 | 总计           | 总计                  | 200%                       |

2016年4月時，各國貨幣相對於美元的強度

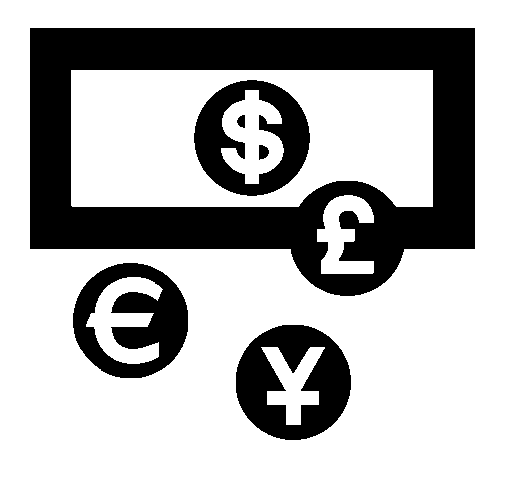
兌換货币的标志

大多數國家只有中央银行有權發行貨幣，包括硬幣及紙鈔（法定貨幣），並且限制在貨幣流通地區（某一國家或一些國家）內的貨幣流通量。中央银行也可以決定貨幣流通地區的货币政策。
汇率是兩個貨幣之間兌換的比例，是用在二個貨幣區之間的国际贸易上。汇率可以分為是浮動匯率制或固定汇率制。浮動匯率制的匯率是由外匯市場各日的交易所決定，而固定汇率制的汇率是由貨幣主管機關決定其相對於某特定幣值的汇率，貨幣主管機關也會介入貨幣市場，買進或售出貨幣，以平衡供給和需求，讓匯率維持在固定的值。
若某一國家的貨幣政策是由該國家控管，可能是由中央銀行或是財政部所控管。控制貨幣政策的機構稱為貨幣當局（monetary authority），貨幣當局的自主性會和其政府有關，因為貨幣當局是由政府所建立，並由政府提供資金，因此其獨立性可能會因為政府的行政或立法單位而減少。
有些國家發行各自的貨幣，但貨幣名稱相同，例如美元、澳大利亚元、加拿大元的名稱都是「元」（dollar）。相反的，也有一些國家使用相同的貨幣，例如欧元及非洲法郎。
有些國家會宣佈另一種貨幣為法偿，具有法定支付能力。例如巴拿马和萨尔瓦多都宣布美元是具有法定支付能力的貨幣，而1791年至1857年之間，在美國境內，西班牙銀圓也有法定支付能力。不過大部分国家发行自己本国的通货，并不允许外国通货在本国流通。
一般每一种通货都有二级或三级单位，通常为百进制，如一美圆等于100美分组成；一英镑等于100便士；一人民币元等于10角等于100分等。不過也有十進制或千進制的通货單位。有些貨幣沒有較小的貨幣，例如冰岛克朗。
毛里塔尼亚和马达加斯加是少數現行貨幣系統不是依十進制/百进制/千進制系統的國家。毛里塔尼亞烏吉亞理論上等於5庫姆斯，而馬達加斯加阿里亞里理論上等於5伊蘭比蘭賈。在這些國家，像是「元」或是「鎊」的字「只是特定重量黃金的名稱。」。這二個國家因為通货膨胀，實際上沒有使用庫姆斯和伊蘭比蘭賈。

## 硬通货
经济学中的硬通货（英語： 或 ），是指某种在全球范围交易的货币，其可以作为可靠且稳定的贮藏手段。保证一种货币足够“硬”的因素有多种，其中包括政治稳定，低通货膨胀，稳定的货币政策和财政政策，有足够的贵金属储备支持以及同其他货币比价长期保持稳定或攀升。

## 世界主要付款貨幣列表
以下是由环球银行金融电信协会（SWIFT）在2018年1月和2019年8月估計，全世界使用量前15名的付款貨幣：
| 排名 | 貨幣         | 2018年1月 | 貨幣         | 2019年8月 |
| ---- | ------------ | --------- | ------------ | --------- |
|      | 全世界       | 100.00%   | 全世界       | 100.00%   |
| 1    | 美元         | 38.53%    | 美元         | 42.52%    |
| 2    | 欧元         | 32.75%    | 欧元         | 32.06%    |
| 3    | 英镑         | 7.22%     | 英镑         | 6.21%     |
| 4    | 日圓         | 2.80%     | 日圓         | 3.61%     |
| 5    | 人民币       | 1.66%     | 人民币       | 2.22%     |
| 6    | 加拿大元     | 1.51%     | 加拿大元     | 1.76%     |
| 7    | 瑞士法郎     | 1.42%     | 澳大利亚元   | 1.57%     |
| 8    | 澳大利亚元   | 1.38%     | 港元         | 1.48%     |
| 9    | 港元         | 1.32%     | 泰銖         | 1.00%     |
| 10   | 新加坡元     | 1.01%     | 新加坡元     | 0.98%     |
| 11   | 泰銖         | 0.95%     | 瑞士法郎     | 0.98%     |
| 12   | 瑞典克朗     | 0.85%     | 瑞典克朗     | 0.79%     |
| 13   | 挪威克朗     | 0.64%     | 挪威克朗     | 0.71%     |
| 14   | 波兰兹罗提   | 0.47%     | 波兰兹罗提   | 0.56%     |
| 15   | 馬來西亞令吉 | 0.41%     | 馬來西亞令吉 | 0.43%     |